# Усадьба Асеевых
Усадьба Асеевых — музейный комплекс, расположенный в городе Тамбове, на набережной реки Цны. Усадьба включает основное здание, фонтан и парк.

## История
В начале XX века фабрикант, меценат и общественного деятель Михаил Асеев приобрёл в Тамбове участок земли со старинным парком и домом художника-портретиста Николая Шевченко. К 1905 году на участке по проекту архитектора Льва Кекушева был построен дворец в стиле модерн. В этой работе архитектору удалось создать целостный ансамбль интерьеров с уникальными элементами, созданными по его эскизам: тонкая лепнина, живопись, оригинальные панно, осветительная арматура, встроенная мебель и деревянные полотна отделки.
В годы Первой мировой войны Михаил Васильевич предоставил один из своих домов в Тамбове под воинский лазарет.

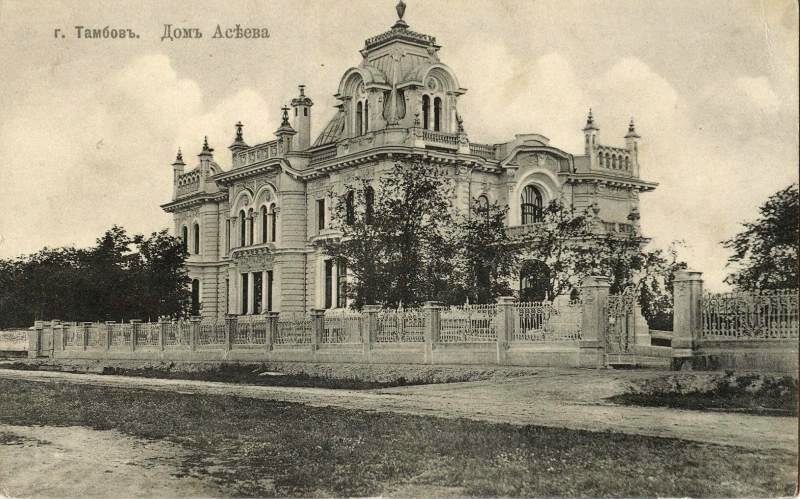
Дом Михаила Асеева в Тамбове, начало 1910-х годов

Семья Асеевых прожила в этом доме недолго, так как в 1918 году дворец был национализирован, а Асеевы эмигрировали. После отъезда хозяев некоторое время в усадьбе квартировали конные солдаты, которые по воспоминаниям современников поднимались на второй этаж особняка прямо на лошадях — по мраморной лестнице и паркету. Весной 1918 года усадьба была передана летней колонии для бездомных детей. В 1920-е годы в ней располагался детский дом. С конца 1920-х годов перешла в систему здравоохранения и использовалось как туберкулёзный, позже — кардиологический санаторий.
27 сентября 2014 года состоялось открытие реставрированной «Усадьбы Асеевых», приуроченное к дню основания Тамбовской области. На реставрацию памятника было выделено более 400 млн рублей.
На территории усадьбы расположен парк, в котором раньше рос старинный черешчатый дуб. В парковой зоне проложены прогулочные тропинки, имеются беседки и скамьи для отдыха, сценическое пространство для концертных программ, фонтанный комплекс.
В усадьбе регулярно проводятся балы, где гости, облачённые в парадные костюмы, танцуют вальс и мазурку. Особый интерес посетителей вызывают театрализованные экскурсии по усадьбе, организуемые при участии профессиональных актеров.

## Внутренний вид
На первом этаже особняка располагаются парадный вестибюль, гардеробная, каминная, аванзал, приёмная, кабинет Михаила Асеева, диванная, малая гостиная, бильярдная, парадная столовая и Белый зал — самое большое и торжественное помещение первого этажа, предназначенное для приема гостей, проведения музыкальных вечеров, праздничных мероприятий. Интерьеры помещений, сохранившие многие элементы первоначальной отделки, тщательно восстановлены и отреставрированы.
На второй этаж ведёт парадная лестница из белого мрамора. Главное помещение второго этажа — Колонный зал, обрамлением которого служат расположенные по периметру и расписанные позолотой сдвоенные колонны. Стеклянный купол в центре зала наполняет помещение светом и торжественностью. 

## Галерея

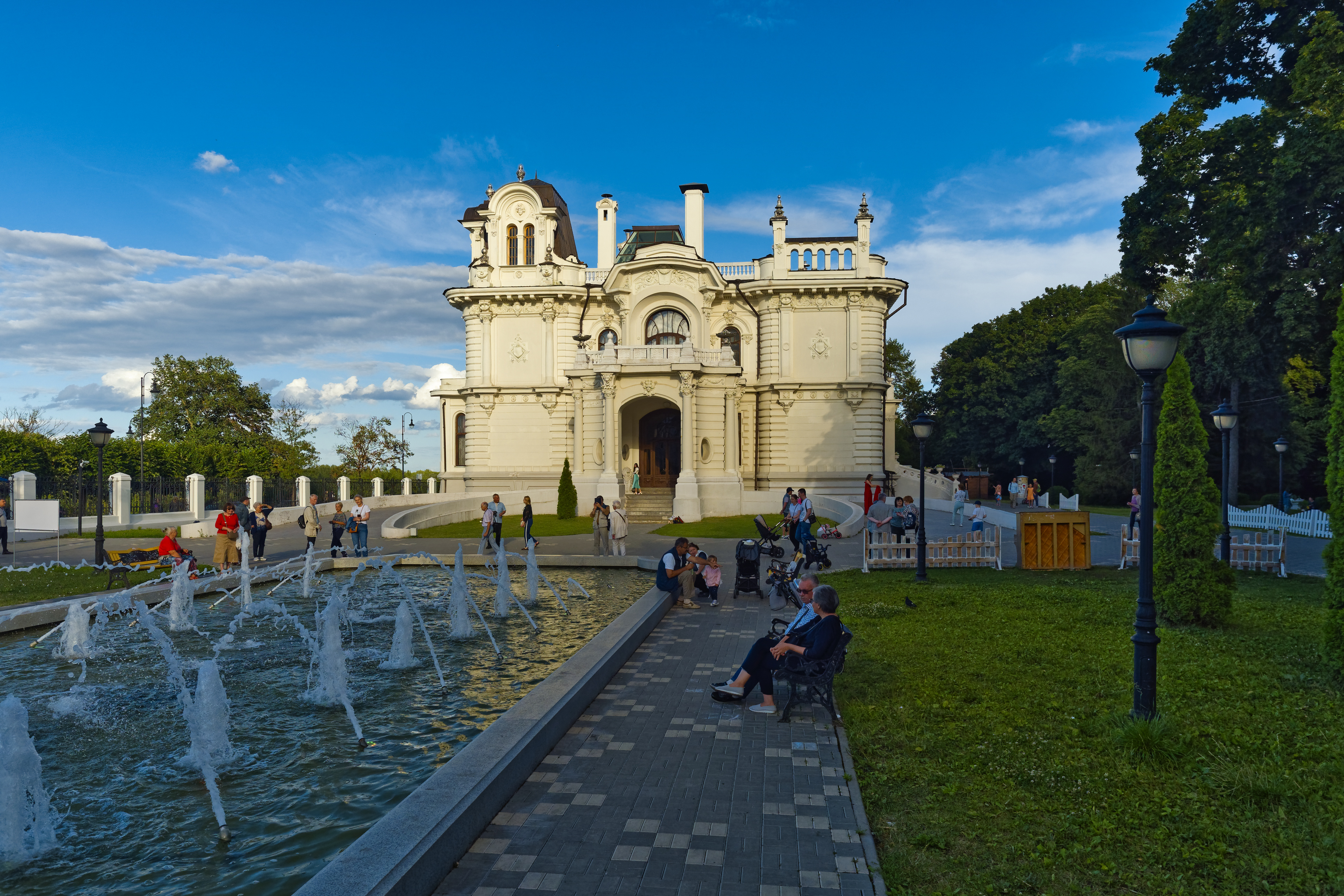
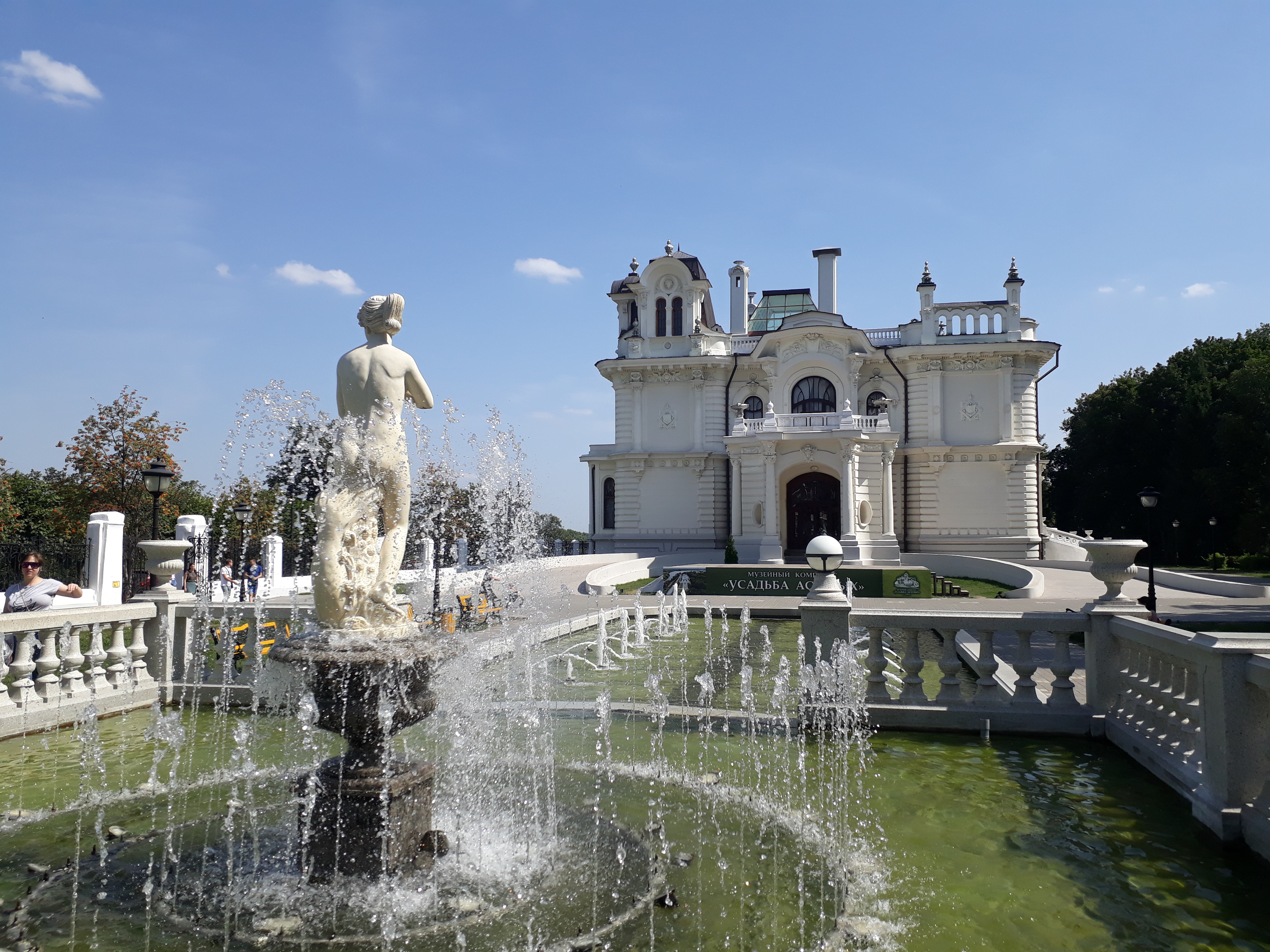
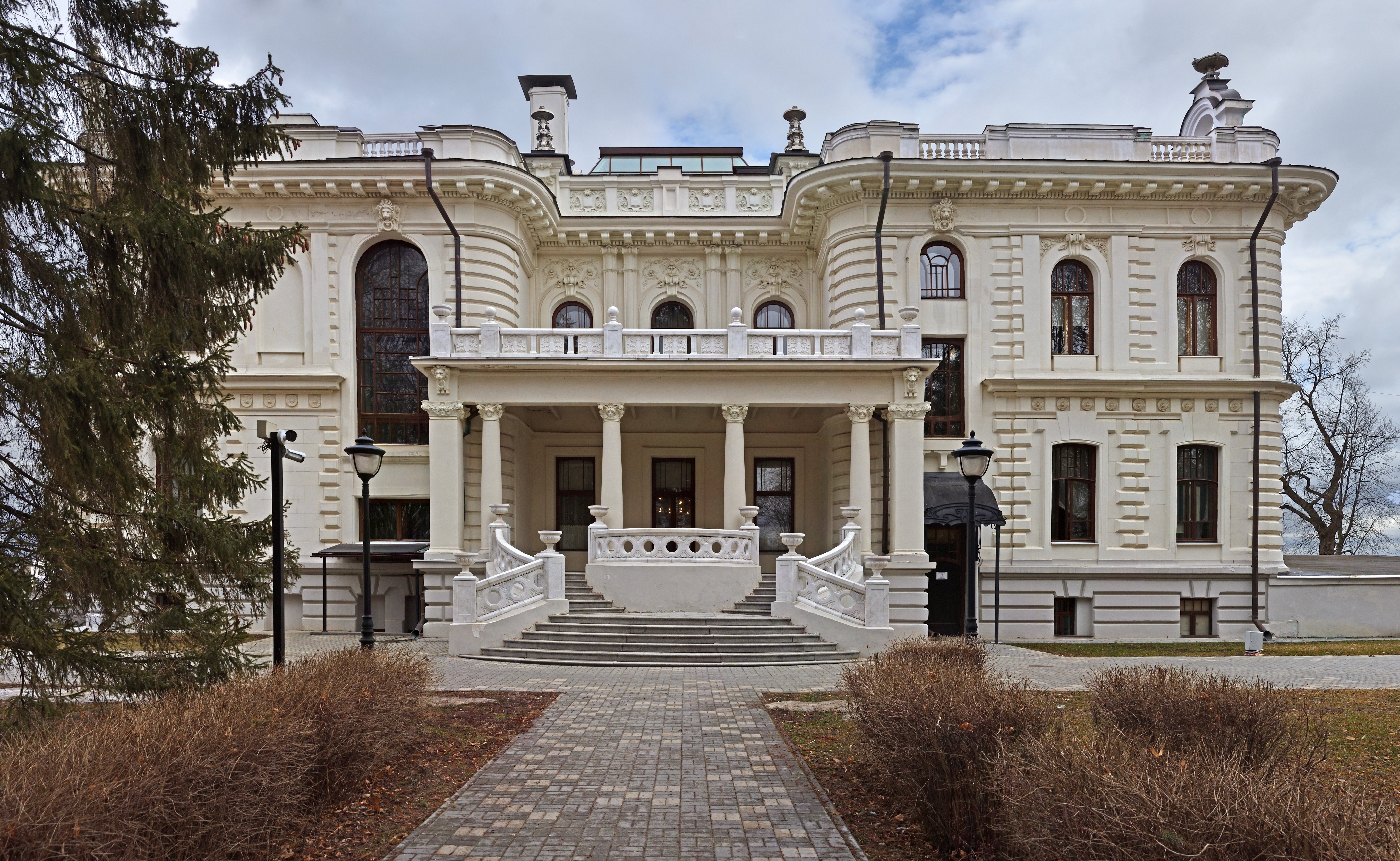

## Награды
- Лауреат Премии Центрального федерального округа в области литературы и искусства за 2014 год в номинации «За просветительскую деятельность в сфере культуры»[10].
- 2-е место Национальной премии в области событийного туризма «Russian Event Awards» — 2015. В номинации «Лучшая площадка для развития событийного туризма» в подноминации «Музейно-выставочные комплексы»[11].

## Нумизматика

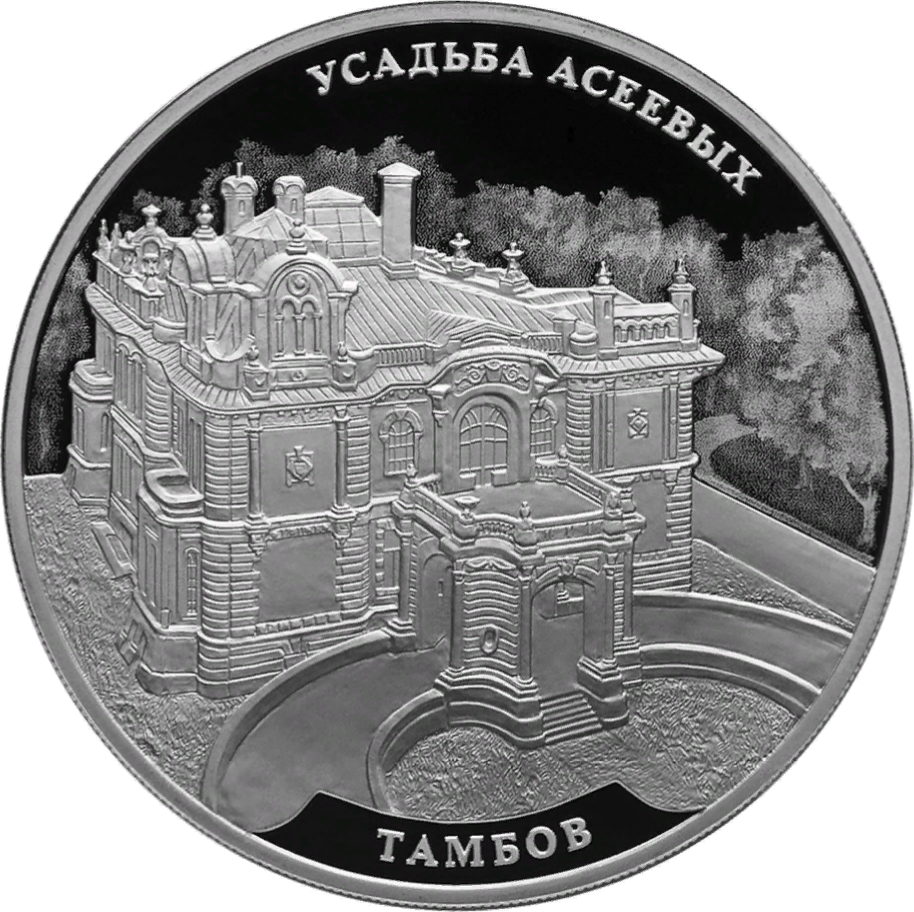
Памятная монета «Усадьба Асеевых, г. Тамбов». 3 рубля 2019 года, серебро.

8 мая 2019 года Банк России выпустил в обращение серебряную памятную монету номиналом 3 рубля «Усадьба Асеевых, г. Тамбов» серии «Памятники архитектуры России» (каталожный № 5111-0402).